# Boavita
Boavita là một khu tự quản thuộc tỉnh Boyacá, Colombia. Thủ phủ của khu tự quản Boavita đóng tại Boavita Khu tự quản Boavita có diện tích 146 ki lô mét vuông. Đến thời điểm ngày 28 tháng 5 năm 2005, khu tự quản Boavita có dân số 13786 người.